# Subsidiaritetsprövning

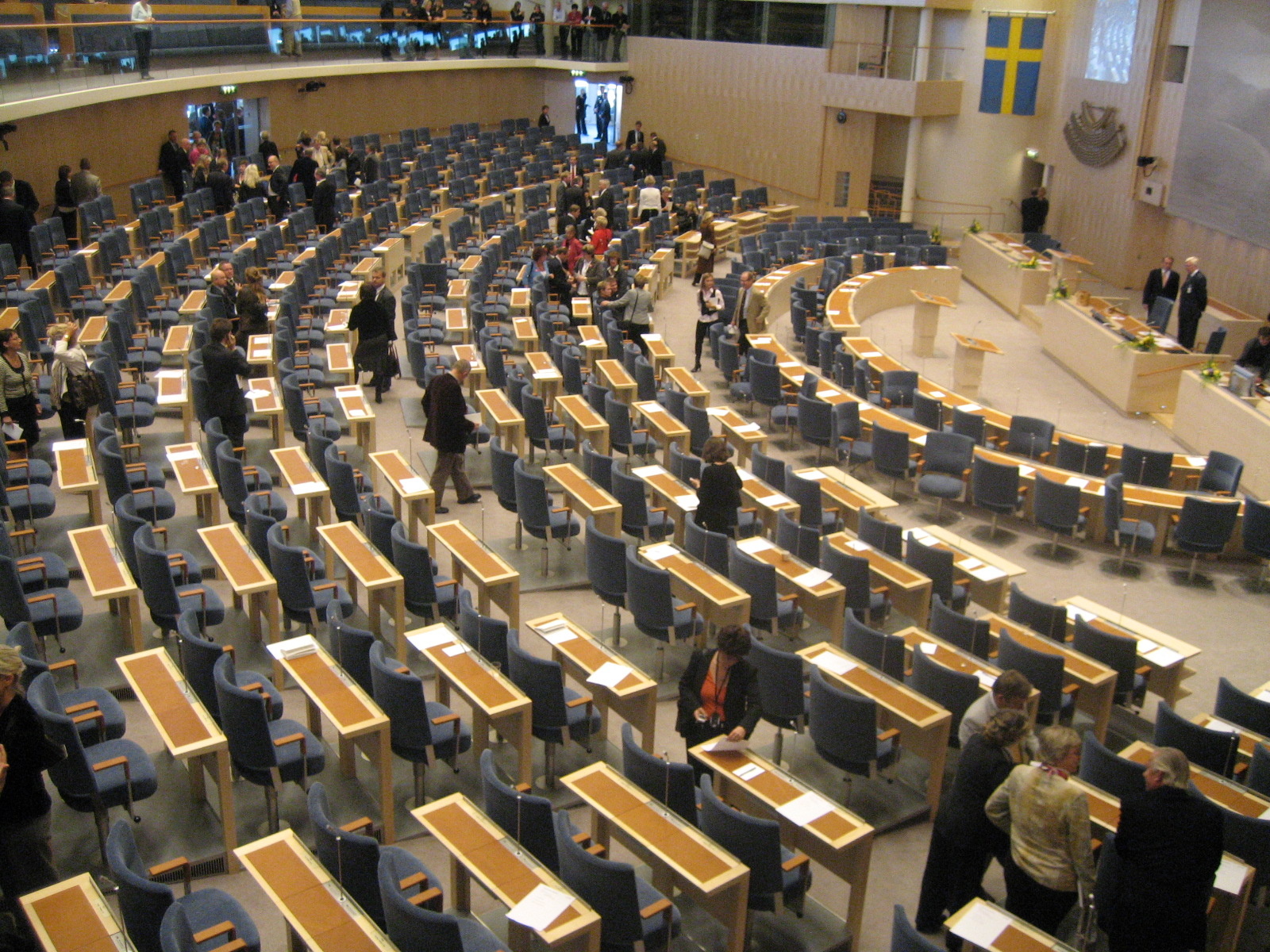
I Sverige ansvarar riksdagen för subsidiaritetsprövningen.

Subsidiaritetsprövning är en granskning som de nationella parlamenten inom Europeiska unionen kan genomföra i början av ett lagstiftningsförfarande. Varje nationellt parlament har möjlighet att pröva om ett lagförslag inom något av unionens icke-exklusiva befogenhetsområden är förenligt med subsidiaritetsprincipen.
Förfarandet med subsidiaritetsprövning infördes genom Lissabonfördraget, som trädde i kraft den 1 december 2009. Sedan dess måste Europeiska kommissionen översända alla sina samrådsdokument (grönböcker, vitböcker och meddelanden) samt andra dokument som ligger till grund för lagstiftningsarbetet till de nationella parlamenten. Kommissionen måste även översända sina lagförslag samtidigt som den översänder dessa till Europaparlamentet och Europeiska unionens råd. På motsvarande sätt måste Europaparlamentet översända sina lagförslag, medan rådet ansvarar för att översända lagförslag från en grupp medlemsstater, EU-domstolen, Europeiska centralbanken och Europeiska investeringsbanken.
De nationella parlamenten har normalt åtta veckor på sig att behandla ett lagförslag. De kan inom denna tidsfrist avge ett motiverat yttrande, som särskilt behandlar huruvida lagförslaget är förenligt med subsidiaritetsprincipen. Varje parlament har två röster; för ett tvåkammarparlament har respektive kammare en röst. Om parlament motsvarandes minst en tredjedel (endast en fjärdedel för lagförslag inom polissamarbete och straffrättsligt samarbete) av det totala antalet röster anser att ett lagförslag står i strid med subsidiaritetsprincipen, måste det omprövas (”gult kort”). Omprövningen hindrar dock inte den som har lagt fram lagförslaget från att stå fast vid sitt förslag, men om så sker måste detta beslut motiveras. Om subsidiaritetsprövningen rör ett lagförslag som antas i enlighet med det ordinarie lagstiftningsförfarandet och parlament motsvarandes en enkel majoritet av det totala antalet röster anser att lagförslaget står i strid med subsidiaritetsprincipen (”orange kort”), måste kommissionen dessutom ange sina skäl till varför den anser att lagförslaget är förenligt med subsidiaritetsprincipen om den står fast vid sitt förslag.
Vid Europaparlamentets och rådets första behandling vid det ordinarie lagstiftningsförfarandet undersöker båda institutionerna huruvida lagförslaget är förenligt med subsidiaritetsprincipen mot bakgrund av vad de nationella parlamenten och kommissionen har kommit fram till. Om någon av institutionerna konstaterar att lagförslaget inte är förenligt med principen, kan det inte behandlas vidare. EU-domstolen kan dessutom ogiltigförklara en antagen lagstiftningsakt efter en talan om ogiltigförklaring om den anser att rättsakten är oförenlig med subsidiaritetsprincipen.

## Användning
Inget lagförslag har hittills fått ett ”orange kort” från de nationella parlamenten, däremot har tre lagförslag fått ”gult kort”:
- I maj 2012 fick ett lagförslag om strejkrätt gult kort efter att 12 nationella parlament invänt mot det.[11] Förslaget drogs tillbaka av kommissionen, som bedömde att det saknades tillräckligt stöd i Europeiska unionens råd för att kunna anta det (enhällighet).[12][13]
- I november 2013 fick ett lagförslag om att inrätta en europeisk åklagarmyndighet gult kort efter att 11 nationella parlament invänt mot det.[14] Kommissionen gick vidare med sitt lagförslag i form av ett fördjupat samarbete, som varje medlemsstat själv kunde välja att delta i.
- I maj 2016 fick ett lagförslag om ändring av utstationeringsdirektivet gult kort efter att 11 nationella parlament invänt mot det.[15][16] Kommissionen stod i detta fall fast vid sitt lagförslag,[17][18] som senare godkändes av Europaparlamentet och Europeiska unionens råd.

Sedan Lissabonfördraget trädde i kraft den 1 december 2009 har Sveriges riksdag varit det nationella parlament som flest gånger har invänt mot ett lagförslag från kommissionen.
Nedan presenteras antalet lagförslag per år som föranlett minst ett motiverat yttrande från något av de nationella parlamenten under subsidiaritetsprövningen.
|  | Lagförslag som minst ett nationellt parlament har invänt mot, men som inte har uppfyllt kraven för gult kort |

|  | Lagförslag som fått gult kort |